# Eriopsis biloba
Eriopsis biloba är en orkidéart som beskrevs av John Lindley. Eriopsis biloba ingår i släktet Eriopsis och familjen orkidéer. Inga underarter finns listade i Catalogue of Life.

## Bildgalleri

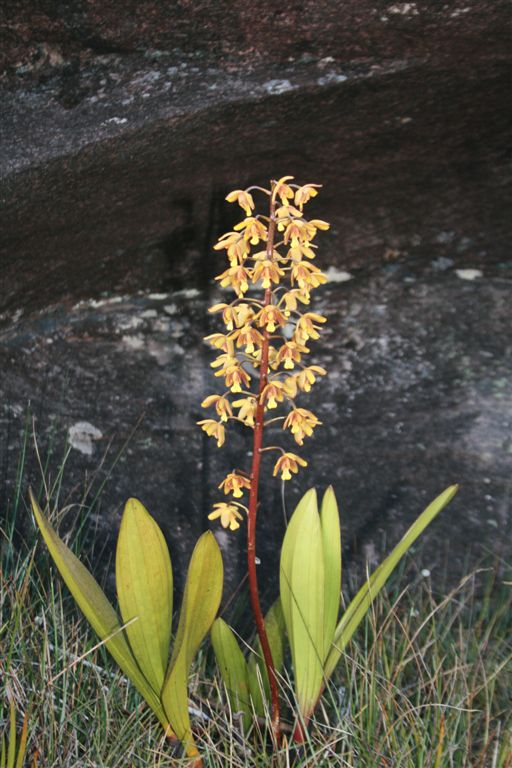
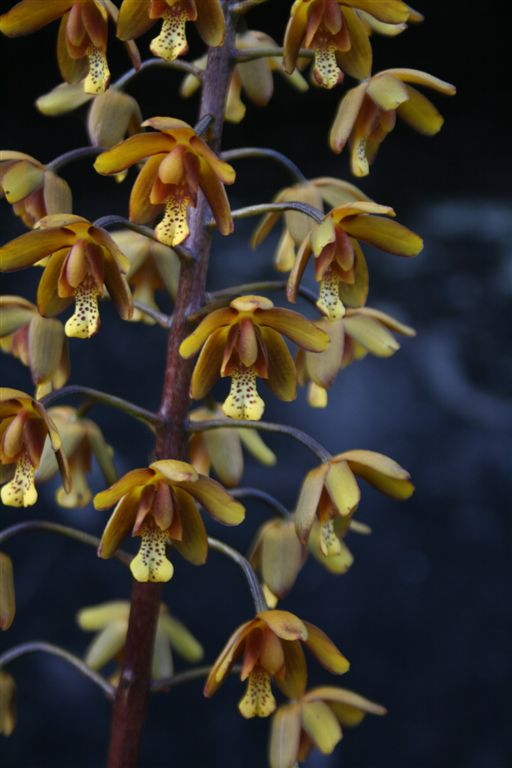
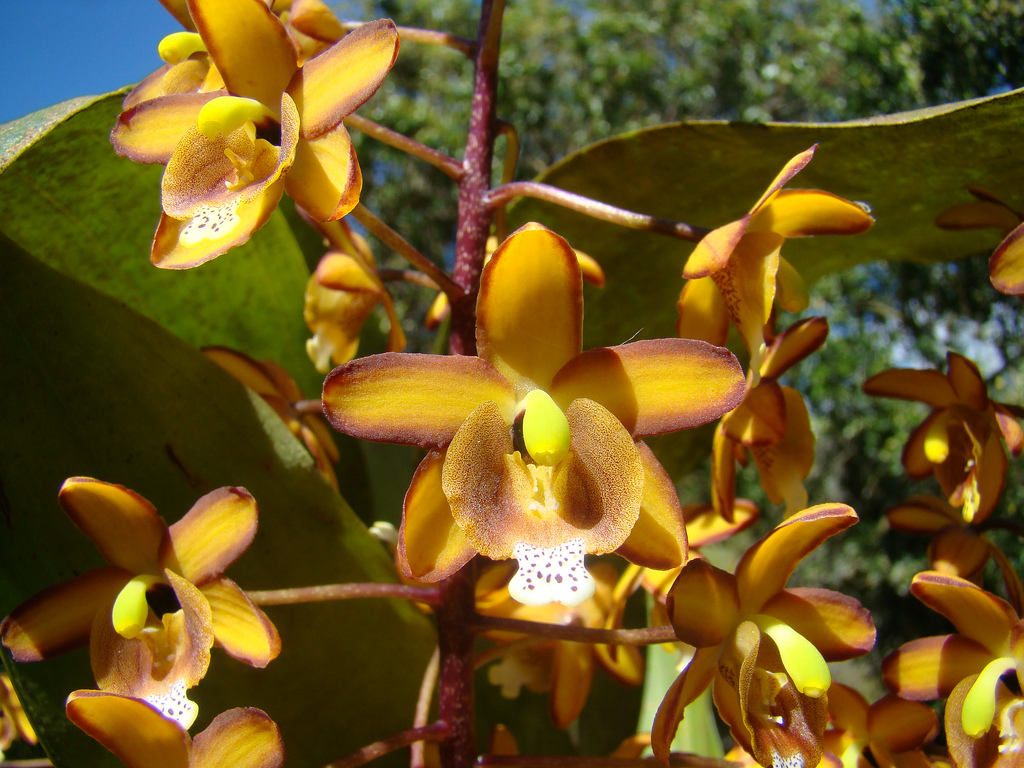
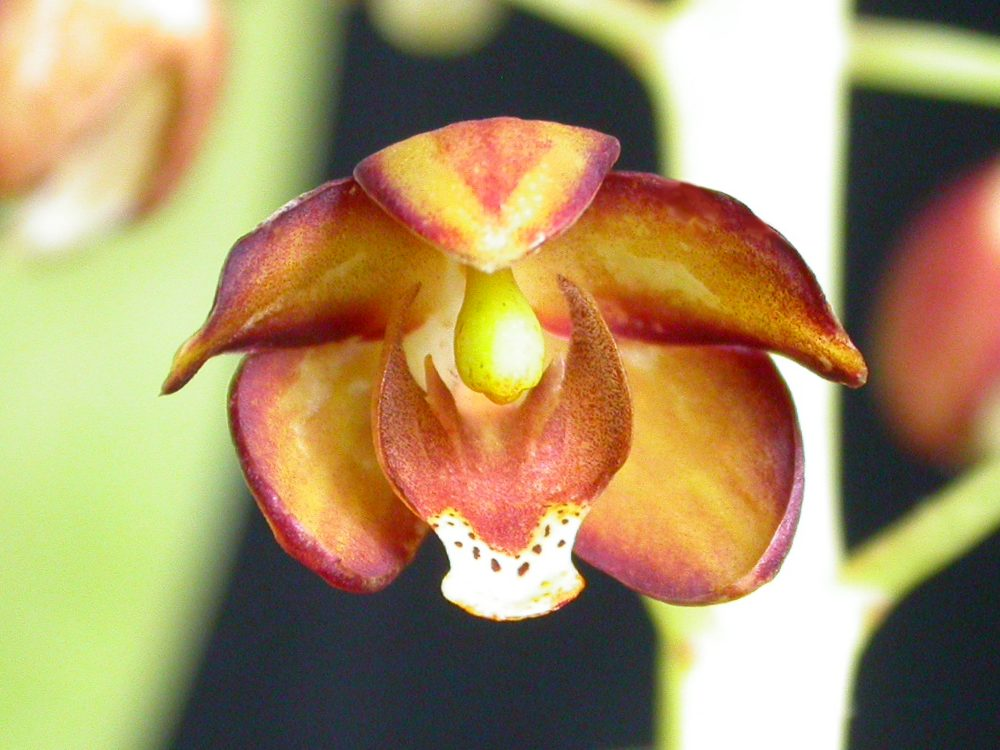